# Transports en commun de Millau
Pour les articles homonymes, voir Mio.

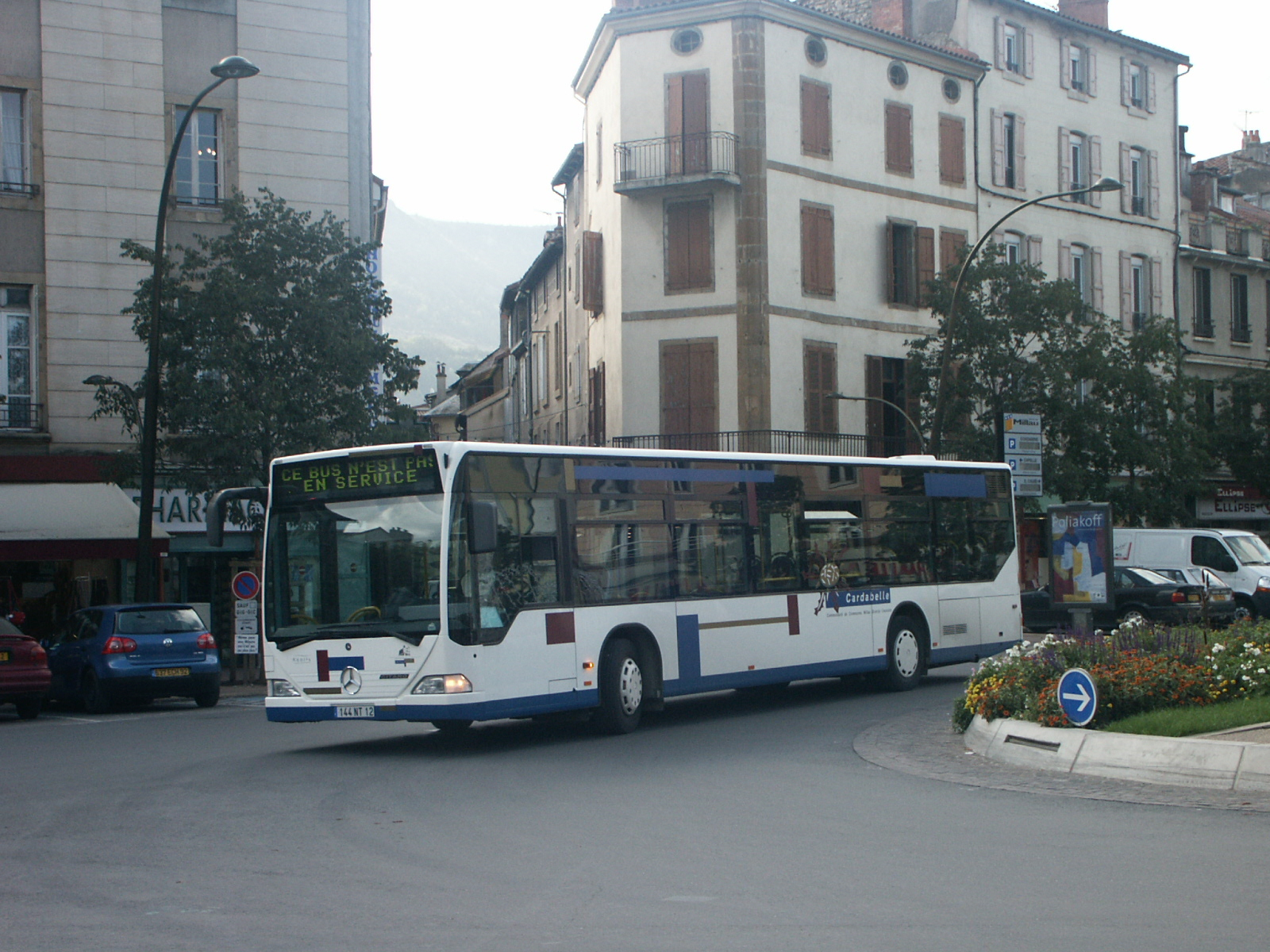
Un bus Cardabelle dans le centre de Millau à l’automne 2005.

Mio est le nom commercial du service de transport en commun de la communauté de communes de Millau Grands Causses. Ce dernier dessert les communes de Millau et Creissels à l’aide d’un réseau composé de quatre lignes régulières.
Le service a été créé en 2003. Initialement exploité par le groupe Keolis, il est délégué au groupement Transdev Midi Pyrénées/Autocars Causse depuis le 1er septembre 2017. La délégation de service public qui régie ce contrat prendra fin le 31 décembre 2023. 
En mars 2024, la Communauté de communes Millau Grands Causses a renouvelé la délégation de service public du réseau urbain Mio au groupement Transdev Occitanie Littoral / Autocars Causse. 
Le 2 septembre 2024, une réorganisation du réseau a été mise en place, comprenant la création d’une quatrième ligne.
A compter du 1er septembre 2025 la gratuité totale du réseau. Cette mesure s’applique à tous les usagers, sans condition de résidence.

## Histoire

### 2003: les débuts du réseau
En 2003, un premier réseau est né sous le nom de Cardabelle et était composé de 7 lignes dont trois prolongées pour des renforts scolaire. L'exploitant du réseau est Keolis Aveyron.
| Ligne | Itinéraire                                      | Lignes Mio en 2010 |
| ----- | ----------------------------------------------- | ------------------ |
| 1     | Troussit ↔ Mandarous                            | 2                  |
| 2     | Place de la Gare ↔ Vigo                         | 1                  |
| 3     | Mandarous ↔ Cap du Crès via Parc de la Victoire | 1 et 2             |
| 4     | Mandarous ↔ Cap du Crès via Malhourtet          | 1, 2 et 4          |
| 5     | Mandarous ↔ 4 Chemins                           | supprimée          |
| 8     | Mandarous ↔ Creissels                           | 3 et C             |
| 9     | Mandarous ↔ Creissels via Vigo                  | 1 et 4             |

| Ligne | Itinéraire                                                       | Lignes Mio en 2010 |
| ----- | ---------------------------------------------------------------- | ------------------ |
| 1     | Prolongements à Vigo via Place de la Gare                        | A et C             |
| 3     | Prolongements à Vigo via Jolival                                 | A et C             |
| 8     | Prolongements à Vigo via Chambre de commerce et Place de la Gare | B                  |

| Ligne       | Itinéraire                          | Lignes Mio en 2010 |
| ----------- | ----------------------------------- | ------------------ |
| Hôpital     | Place de la Gare ↔ Vigo via Hôpital | 1                  |
| Cap du Crès | Mandarous ↔ Cap du Crès             | 1                  |

### 2010:CardabelledevientMio
En 2010, nouveau réseau et nouveau nom. L'exploitant est toujours Keolis Aveyron.
| Ligne | Itinéraire                     |
| ----- | ------------------------------ |
| 1     | Naulas ↔ ZAC Cap du Crès       |
| 2     | Troussit ↔ ZAC Cap du Crès     |
| 3     | ZAC Creissels ↔ Mandarous      |
| 4     | ZAC Creissels ↔ Marcel Bourles |

| Ligne | Itinéraire             |
| ----- | ---------------------- |
| A     | Vieux Crès ↔ Mandarous |
| B     | Buech ↔ Vigo           |
| C     | Troussit ↔ Vigo        |

### 2017: la fin de l’ère Keolis
Mio est le nom du réseau de transport qui dessert l'aire urbaine de Millau-Creissels  organisé par la Communauté de communes de Millau Grands Causses. Exploité par Transdev et les Autocars Causse, qui a remplacé exploitant historique Keolis Aveyron  en 2017.
La mise en place du réseau a été accompagnée par la mise en service de nouveaux véhicules répondants aux dernières normes anti-pollution et accessibles aux personnes à mobilité réduite.
| Ligne | Itinéraire                                                                 | Durée       | Nb. d’arrêts |
| ----- | -------------------------------------------------------------------------- | ----------- | ------------ |
| 1     | Millau — Naulas ⥋ Millau — ZAC du Cap du Crès                              | 29 min      | 35           |
| 2     | Millau — Vigo ⥋ Millau — ZAC du Cap du Crès                                | 23 min      | 19           |
| 3     | Creissels — Boundoulaou / ZAC Creissels ⥋ Millau — Place de la Gare / Vigo | 14 à 27 min | 33           |

### 2024: Ouverture d'une 4 ème ligne
En mars 2024, la Communauté de communes de Millau Grands Causses a renouvelé le contrat de délégation de service public pour l’exploitation du réseau de transports urbains Mio en faveur du groupement Transdev Occitanie Littoral / Autocars Causse, pour une durée de six ans. Dans le cadre de ce nouveau contrat, la collectivité a misé sur une montée en gamme de l’offre de transport, tant sur le plan environnemental que du confort des usagers.
Le 2 septembre 2024, une refonte majeure du réseau a été déployée :
- Création d’une quatrième ligne reliant le quartier de Gandalous à la place du Mandarous, desservant des secteurs tels que Viastels, Cartayre, Foyer Soleil ou encore le plateau de la gare .
- Refonte des itinéraires des lignes existantes, avec de nouveaux arrêts, une fréquence renforcée en journée, et un maillage plus inclusif, particulièrement au bénéfice des personnes en situation de fragilité (seniors, usagers de l’ESAT Les Charmettes, etc.)
- Introduction d’une flotte modernisée, composée de véhicules neufs à grande capacité (env. 106 places), spécialement conçus pour le transport scolaire et renforçant le confort .
- Transition énergétique affirmée : les nouveaux bus sont entièrement alimentés au biocarburant HVO (Huile Végétale Hydrogénée), diminuant ainsi d’au moins 50 % les émissions de CO₂ par rapport à une flotte classique.
- Cette réorganisation a aussi permis une augmentation de plus de 30 % du kilométrage parcouru, signe d’un réseau plus étendu et plus efficace

### 2025: Passage a la gratuité
En juillet 2025, la Communauté de communes Millau Grands Causses a voté la mise en place de la gratuité totale du réseau urbain Mio à compter du 1er septembre 2025. Cette mesure s’applique à tous les usagers, sans condition de résidence, et concerne l’ensemble des lignes régulières ainsi que les services scolaires. L’objectif affiché est d’encourager l’usage des transports en commun et de simplifier l’accès au réseau.

## Organisateurs du réseau

### Autorité organisatrice
La communauté de communes de Millau Grands Causses, composée de 15 communes et d'une population totale de 29 824 habitants (en 2015), est responsable des transports en commun en son périmètre. Ses principales missions sont :
- Définir la politique des transports en commun de l'agglomération (offre, tarification...) ;
- Déterminer les adaptations du réseau en fonction des besoins des habitants.

### Exploitant
Initialement exploité par le groupe Keolis, il est délégué au groupement Transdev Midi Pyrénées/Autocars Causse depuis le 1er septembre 2017. La délégation de service public qui régie ce contrat prendra fin le 31 décembre 2023.

## Lignes du réseau

### Territoire desservi
En 2018, le réseau Mio dessert deux communes, Millau et Creissels, toutes deux adhérentes à la communauté de communes de Millau Grands Causses.

### Les lignes
| Ligne | Caractéristiques | Caractéristiques                              | Caractéristiques                              | Caractéristiques                              | Caractéristiques                              | Caractéristiques                              | Caractéristiques                              | Caractéristiques                              | Caractéristiques                              |
| 1     | Millau — ZAC du Cap du Crès ⥋ Millau — Naulas | Millau — ZAC du Cap du Crès ⥋ Millau — Naulas | Millau — ZAC du Cap du Crès ⥋ Millau — Naulas | Millau — ZAC du Cap du Crès ⥋ Millau — Naulas | Millau — ZAC du Cap du Crès ⥋ Millau — Naulas | Millau — ZAC du Cap du Crès ⥋ Millau — Naulas | Millau — ZAC du Cap du Crès ⥋ Millau — Naulas | Millau — ZAC du Cap du Crès ⥋ Millau — Naulas | Millau — ZAC du Cap du Crès ⥋ Millau — Naulas |
| ----- | --- | --------------------------------------------- | --------------------------------------------- | --------------------------------------------- | --------------------------------------------- | --------------------------------------------- | --------------------------------------------- | --------------------------------------------- | --------------------------------------------- |
| 1     | Ouverture / Fermeture 2 janvier 2018 / — | Longueur —                                    | Durée 30-35 min                               | Nb. d’arrêts 35                               | Matériel Mercedes-Benz Citaro C2 Hybrid       | Jours de fonctionnement L, Ma, Me, J, V, S    | Jour / Soir / Nuit / Fêtes O / N / N / N      | Voy. / an 78 134 Validation en 2 024          | Dépôt Autocars Causse - Les Ondes Millau      |
| 1     | Desserte : - Villes et lieux desservis : Millau Zone commerciale du Cap du Crès, Cimetière du Vallon de Troussit (salle communale des obsèques civiles), France Travail, Complexe Sportif Alice Milliat, Parc des Sports, Cimetière de l'Égalité, Pole Petite enfance, Gare de Millau, Sous - Préfecture, France Service, Aveyron Services #solidarités, Hôtel de Ville, Collège et Lycée Privé J. d'Arc, Office du tourisme, Cœur de Ville, Ma Maison de Région, Centre Commercial de la Capelle, les Halles, Médiathèque, Palais de Justice, CCI, Greta , Siege du Parc naturel Régional des Grands Causses, Centre des Finances Publiques, CAF, CPAM, Collège M. Aymard, Centre social Tarn, Stade scolaire, Complexe sportif Paul Tort, Ehpad Les Terrasses des Causses, Centre social Causses, Lycée J.Vigo, Complexe sportif du Puits de Calès, Centre Hospitalier. - Gares desservies : "Gare de Millau (Sémard-Gare ≈ 200m ) |                                               |                                               |                                               |                                               |                                               |                                               |                                               |                                               |
| 1     | Autre : - Arrêts non accessibles aux UFR : — - Particularités : La ligne fonctionne du lundi au vendredi de 7 h 15 à 19 h 30, le samedi à partir de 7 h 30 à 19 h 30. - Date de dernière mise à jour : 10 aout 2015. |                                               |                                               |                                               |                                               |                                               |                                               |                                               |                                               |
| 1     | Dernière actualisation : — |                                               |                                               |                                               |                                               |                                               |                                               |                                               |                                               |
| 2     | Millau — Sallèles ⥋ Millau — Vigo | Millau — Sallèles ⥋ Millau — Vigo             | Millau — Sallèles ⥋ Millau — Vigo             | Millau — Sallèles ⥋ Millau — Vigo             | Millau — Sallèles ⥋ Millau — Vigo             | Millau — Sallèles ⥋ Millau — Vigo             | Millau — Sallèles ⥋ Millau — Vigo             | Millau — Sallèles ⥋ Millau — Vigo             | Millau — Sallèles ⥋ Millau — Vigo             |
| 2     | Ouverture / Fermeture 2 janvier 2018 / — | Longueur —                                    | Durée 15-25 min                               | Nb. d’arrêts 22                               | Matériel Mercedes-Benz Citaro C2 Hybrid       | Jours de fonctionnement L, Ma, Me, J, V, S    | Jour / Soir / Nuit / Fêtes O / N / N / N      | Voy. / an 15 158 Validation en 2 024          | Dépôt Autocars Causse - Les Ondes Millau      |
| 2     | Desserte : - Villes et lieux desservis : Millau Zone commerciale du Cap du Crès, Centres d'Information et d'Orientation (CIO) Parc de la Victoire, Cimetière de l'Égalité, Salle des Fêtes, Salle de la Menuiserie Gare de Millau, Sous - Préfecture, France Service, Aveyron Services #solidarités, Hôtel de Ville, Collège et Lycée Privé J. d'Arc, Office du tourisme, Cœur de Ville, Ma Maison de Région, Centre Commercial de la Capelle, les Halles, Médiathèque, Palais de Justice, CCI, Greta , Siege du Parc naturel Régional des Grands Causses, Centre des Finances Publiques, CAF, CPAM, Collège M. Aymard, Centre social Tarn, Stade scolaire, Complexe sportif Paul Tort, Emmaüs, Centre Hospitalier, Lycée J.Vigo, Complexe sportif du Puits de Calès. - Gares desservies : Gare de Millau |                                               |                                               |                                               |                                               |                                               |                                               |                                               |                                               |
| 2     | Autre : - Arrêts non accessibles aux UFR : — - Particularités : La ligne fonctionne du lundi au vendredi de 7 h 25 à 19 h 0, le samedi à partir de 8 h 0 à 18 h 50. - Date de dernière mise à jour : 10 août 2025. |                                               |                                               |                                               |                                               |                                               |                                               |                                               |                                               |
| 2     | Dernière actualisation : — |                                               |                                               |                                               |                                               |                                               |                                               |                                               |                                               |
| 3     | Millau — Vigo ⥋ Creissels — Juilié | Millau — Vigo ⥋ Creissels — Juilié            | Millau — Vigo ⥋ Creissels — Juilié            | Millau — Vigo ⥋ Creissels — Juilié            | Millau — Vigo ⥋ Creissels — Juilié            | Millau — Vigo ⥋ Creissels — Juilié            | Millau — Vigo ⥋ Creissels — Juilié            | Millau — Vigo ⥋ Creissels — Juilié            | Millau — Vigo ⥋ Creissels — Juilié            |
| 3     | Ouverture / Fermeture 2 janvier 2018 / — | Longueur —                                    | Durée 20 à 30 min                             | Nb. d’arrêts 32                               | Matériel Inconnue                             | Jours de fonctionnement L, Ma, Me, J, V, S    | Jour / Soir / Nuit / Fêtes O / N / N / N      | Voy. / an 31 343 Validation en 2 024          | Dépôts Autocars Causse - Les Ondes Millau     |
| 3     | Desserte : - Villes et lieux desservis : Creissels (Zone commerciale de Creissels, Salle des fêtes, Hôtel de Ville), Millau (Parc municipal, Base de Loisirs de la Maladrerie , Vieux Moulin , CAF, Office du tourisme, Palais de Justice, Hôtel de Ville, Sous-Préfecture, Gare SNCF, Vigo) - Gares desservies : Gare de Millau |                                               |                                               |                                               |                                               |                                               |                                               |                                               |                                               |
| 3     | Autre : - Arrêts non accessibles aux UFR : — - Particularités : La ligne fonctionne du lundi au vendredi de 7 h 15 à 18 h 40, le samedi à partir de 8 h 20 à 17 h 19. - Date de dernière mise à jour : 10 août 2025. |                                               |                                               |                                               |                                               |                                               |                                               |                                               |                                               |
| 3     | Dernière actualisation : — |                                               |                                               |                                               |                                               |                                               |                                               |                                               |                                               |
| 4     | Millau — Gandalous ⥋ Millau — Vigo | Millau — Gandalous ⥋ Millau — Vigo            | Millau — Gandalous ⥋ Millau — Vigo            | Millau — Gandalous ⥋ Millau — Vigo            | Millau — Gandalous ⥋ Millau — Vigo            | Millau — Gandalous ⥋ Millau — Vigo            | Millau — Gandalous ⥋ Millau — Vigo            | Millau — Gandalous ⥋ Millau — Vigo            | Millau — Gandalous ⥋ Millau — Vigo            |
| 4     | Ouverture / Fermeture 2 septembre 2024 / — | Longueur —                                    | Durée 13-23 min                               | Nb. d’arrêts 23                               | Matériel Inconnu                              | Jours de fonctionnement L, Ma, Me, J, V, S    | Jour / Soir / Nuit / Fêtes O / N / N / N      | Voy. / an —                                   | Dépôt Autocars Causse - Les Ondes Millau      |
| 4     | Desserte : - Villes et lieux desservis : Millau Parc de la Victoire, Cimetière de l'Égalité, Salle des Fêtes, Salle de la Menuiserie Gare de Millau, Sous - Préfecture, France Service, Aveyron Services #solidarités, Hôtel de Ville, Collège et Lycée Privé J. d'Arc, Office du tourisme, Cœur de Ville, Ma Maison de Région, Centre Commercial de la Capelle, les Halles, Médiathèque, Palais de Justice, CCI, Greta , Siege du Parc naturel Régional des Grands Causses, Centre des Finances Publiques, CAF, CPAM, Collège M. Aymard, Centre social Tarn, Stade scolaire, Complexe sportif Paul Tort, Lycée J.Vigo, Complexe sportif du Puits de Calès. - Gares desservies : Gare de Millau |                                               |                                               |                                               |                                               |                                               |                                               |                                               |                                               |
| 4     | Autre : - Arrêts non accessibles aux UFR : — - Particularités : La ligne fonctionne du lundi au samedi (horaires à préciser). - Date de dernière mise à jour : 10 août 2025. |                                               |                                               |                                               |                                               |                                               |                                               |                                               |                                               |
| 4     | Dernière actualisation : — |                                               |                                               |                                               |                                               |                                               |                                               |                                               |                                               |

### Transport à la demande
Avec ce service de porte à porte mis en place pour tous les habitants de la Communauté de communes de Millau Grands Causses, un véhicule vient chercher le client à son domicile et le transporte  vers sa destination de son choix au sein de la communauté de communes.

### Interconnexion avec les autres réseaux
LiO

## Identité visuelle

### Logos

Ancien logo
Logo depuis 2018

## Exploitation

### État de parc
| Modèles                          | Numéros | Années | Affectations |
| -------------------------------- | ------- | ------ | ------------ |
| Midibus (04)                     |         |        |              |
| 4 Iveco Bus Urbanway 10          |         | 2017   | 1 2          |
| Minibus (01)                     |         |        |              |
| 1 Mercedes-Benz Sprinter City 77 |         | 2017   | 3            |

### Dépôt
Le dépôt de bus se situe à la zone industrielle Les Ondes.

### Tarification et financement

#### Points de vente
Les point de vente sont dans les bus, a la gare routière de Millau et dans des commerce partenaire .